# V6の素
『V6の素』（ブイロクノモト）は、1999年10月から2000年3月23日までフジテレビ系列局で放送されたフジテレビ製作のバラエティ番組である。放送時間は毎週木曜 23:00 - 23:20 (JST) 、フジテレビ系全国ネットの深夜番組放送枠『バラパラ』木曜の番組として放送。

## 概要
V6のメンバーによるゲーム企画を主軸にしていた深夜番組。

## 放送内容

### 1/6ゲーム
V6のメンバーが、電流が走るピアニカや、はめると顔に墨がべったりと付くお面などを用いたロシアンルーレットに挑戦。6個のうち1個だけある「はずれ」を引いた者が、番組の最後に罰ゲームの物真似をする。
この企画は後番組の『マッハブイロク』で一旦は消滅するが、後にメイン企画として復活した。

### ブイロクヒーロー列伝
メインコーナー。カミセン (Coming Century) とトニセン (20th Century) が、毎回テーマとなるヒーロー（はらたいら、チャップリンなど）に因んだゲームで対戦する。司会を要する企画では、山中秀樹（当時フジテレビアナウンサー）が司会を務めた。各ゲームは2週にわたって放送され、ドラマ形式などの場合は第1週にカミセンが挑戦、第2週にトニセンが挑戦（逆の場合もあり）と分けて放送される。
5敗したカミセンが後の『マッハブイロク』第1回スペシャルで、罰ゲームとして廃校を使った肝試しをした。

#### 放送された企画
- 笑いはご禁制 - 出演中、ずっと口に牛乳を含んだままで、スタッフや相手チームの仕掛けに笑わないように耐え続ける。耐え切れずに笑って牛乳を噴き出したらアウト。
- 当日リハのみかくし芸大会 - 放送日が旧暦では正月だという事に因んで実施。収録日当日に演目発表およびリハーサルをしただけで、本番でその演目を成功させる。
- クイズ10人に聞きました - 『クイズ100人に聞きました』の10人版。この企画は1週放送だった。
- 何が何でも笑い続ける劇場
- ツッコミ劇場（正式タイトル不明） - 登場するボケに対して突っ込めなかったらアウト。
- 恋愛マニュアル（正式タイトル不明） - 「彼女の家に泊めてもらう方法」「彼女と彼女が鉢合わせしたとき」といった様々なシチュエーションで演技を行い、どちらが優れていたのかを競う。
- アンラッキーホラーショー - ○×クイズで間違えて粉まみれになる、ロシアンルーレットではずれを引くなど、様々な2択ゲームであえて不幸な方を選び続けていく。

## スタッフ
- ナレーター：遠藤みやこ、遠藤守哉
- 構成
  - 前期：渡辺哲夫、高橋ナツコ、堀田延、渡辺大樹
  - 後期：遠藤達也、菊原共基、成田はじめ、伊東雅司
- TD：関克哉（フジテレビ）
- SW：大山浩文
- CAM：田宮長昭
- VE：向山武志
- AUD：谷川広輝
- 照明：藪木健太郎（フジテレビ〈当時〉）
- ENG：佐藤文（前期のみ）
- 音響効果：中山悠子
- TK：槇加奈子
- 編集：中村仁志
- MA：津田秀樹
- 美術制作：石鍋伸一朗（フジテレビ）
- デザイン：石森慎司
- 美術進行：山根安雄
- スタイリスト：坂根たけし
- OPアニメ：もりたけし（GONZO）
- webmaster：鬼熊陽一郎
- webaccount：川村麻子
- 技術協力：八峯テレビ、フジアール、IMAGICA、タルス、池田屋（池田→前期のみ）
- 協力：ジャニーズ事務所
- 制作協力：D:COMPLEX
- AP：黒木彰一（フジテレビ）、大川泰（D:COMPLEX〈当時〉）
- ディレクター：岡田直也、河本誠司（河本→前期のみ）
- 演出：三木康一郎
- プロデューサー：きくち伸（フジテレビ）、西山雅庸（D:COMPLEX）
- 制作著作：フジテレビ